# راحله آسمانی
راحله آسمانی (زاده ۳۱ خرداد ۱۳۶۸) تکواندوکار زن ایرانی-بلژیکی است. وی در تیم ملی تکواندو بلژیک حضور دارد

## زندگی شخصی
آسمانی در ۲۱ ژوئن ۱۹۸۹ در شهر کرج، ایران به دنیا آمد. آسمانی ایران را به عنوان پناهنده در سال ۲۰۱۲ ترک کرد و در بلژیک مستقر شد و در آنجا برای خدمات پستی کار می‌کرد در آوریل ۲۰۱۶ او تابعیت بلژیکی را کسب کرد.

## مقام‌ها و مدال‌ها
وی در بازیهای جهانی سال ۲۰۱۱ موفق به دریافت نشان نشد و چندی بعد نیز به دنبال حذف زود هنگام از مسابقات انتخابی المپیک نتوانست به کسب سهمیه المپیک نایل آید. وی در تکواندو در بازی‌های المپیک تابستانی ۲۰۱۶ پس از شکست از جید جونز قهرمان بلامنازع المپیک، به شانس مجدد رفت و با شکست از نماینده مصر برخلاف کیمیا علیزاده از کسب مدال برنز ناکام ماند.